# Valičija
Valičija (lat. Wallichia), rod vazdazelenih palmi smješten u tribus Corypheae, dio potporodice Coryphoideae. Postoji osam vrsta, sve su iz Azije, od Himalaja na zapadau do Kine na istok i Malajskog poluotoka i Vijetnama na jug.

## Vrste
1. Wallichia caryotoides Roxb.
2. Wallichia disticha T.Anderson
3. Wallichia gracilis Becc.
4. Wallichia lidiae A.J.Hend.
5. Wallichia marianneae Hodel
6. Wallichia nana Griff.
7. Wallichia oblongifolia Griff.
8. Wallichia triandra (J.Joseph) S.K.Basu